# بيلي غارتون
بيلي غارتون (بالإنجليزية: Billy Garton)‏ هو لاعب كرة قدم بريطاني في مركز الدفاع، ولد في 15 مارس 1965 في سالفورد في المملكة المتحدة. لعب مع برمنغهام سيتي ومانشستر يونايتد ونادي ويتون ألبيون.